# Liste der Biografien/Pari
Liste der Biografien |
Portal Biografien |
Personensuche
# |
A |
B |
C |
D |
E |
F |
G |
H |
I |
J |
K |
L |
M |
N |
O |
P |
Q |
R |
S |
T |
U |
V |
W |
X |
Y |
Z |
?
 
Pa |
Pc |
Pe |
Pf |
Ph |
Pi |
Pj |
Pk |
Pl |
Pm |
Pn |
Po |
Pr |
Ps |
Pt |
Pu |
Pv |
Pw |
Py
 
Paa |
Pab |
Pac |
Pad |
Pae |
Paf |
Pag |
Pah |
Pai |
Paj |
Pak |
Pal |
Pam |
Pan |
Pao |
Pap |
Paq |
Par |
Pas |
Pat |
Pau |
Pav |
Paw |
Pax |
Pay |
Paz
 
Para |
Parb |
Parc |
Pard |
Pare |
Parf |
Parg |
Parh |
Pari |
Park |
Parl |
Parm |
Parn |
Paro |
Parp |
Parq |
Parr |
Pars |
Part |
Paru |
Parv |
Parw |
Pary |
Parz
Die Liste der Biografien führt alle Personen auf, die in der deutschsprachigen Wikipedia einen Artikel haben. Dieses ist eine Teilliste mit 209 Einträgen von Personen, deren Namen mit den Buchstaben „Pari“ beginnt.

## Pari
- Pari, Fausto (* 1962), italienischer Fußballspieler
- Pari, Mati (* 1974), estnischer Fußballspieler

### Paria
- Parianen, Franca (* 1989), deutsche Neurowissenschaftlerin
- Pariani, Alberto (1876–1955), italienischer General und Politiker
- Pariani, Gino (1928–2007), US-amerikanischer Fußballspieler
- Pariante, Roberto (1932–2009), italienischer Regieassistent und Fernsehregisseur
- Pariasek, Rainer (* 1964), österreichischer SportmoderatorRainer Pariasek (* 1964)

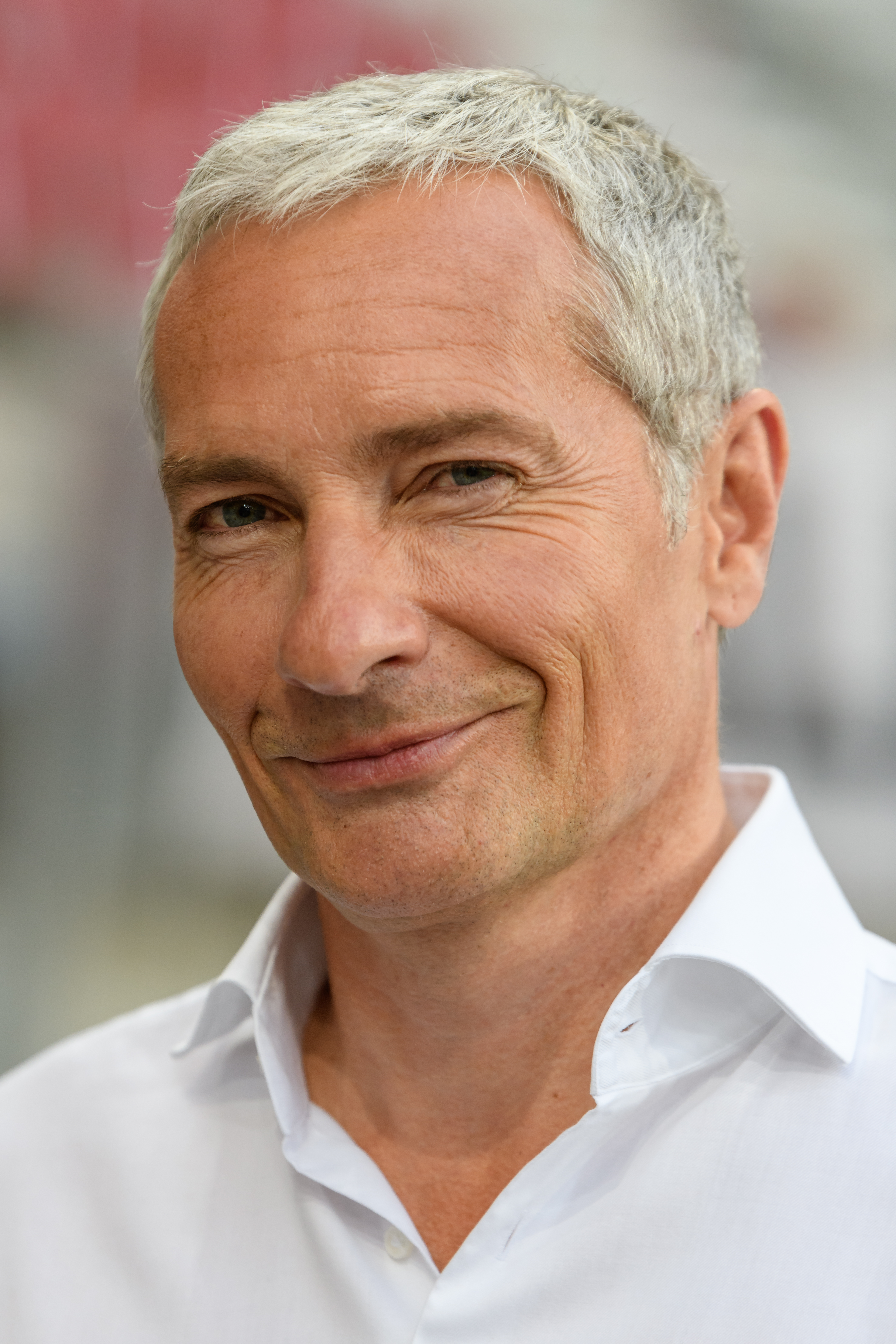
Rainer Pariasek (* 1964)

- Pariat, Monique, französische EU-Beamtin
- Pariati, Pietro (1665–1733), italienischer Dichter und Librettist

### Parib
- Paribatra Sukhumbandh (1881–1944), Verteidigungsminister und Innenminister von Siam
- Paribeni, Enrico (1911–1993), italienischer Klassischer Archäologe
- Paribeni, Giulio Cesare (1881–1964), italienischer Dirigent, Komponist und Musikkritiker
- Paribeni, Roberto (1876–1956), italienischer Klassischer Archäologe

### Paric
- Parić, Antonio (* 2004), kroatischer Fußballspieler
- Páricka, Andrej (* 1975), slowakischer Skilangläufer

### Parie
- Parietti, Alba (* 1961), italienische Sängerin, Schauspielerin und Fernsehmoderatorin
- Parietti, Antonio (1899–1979), spanischer Straßenbauingenieur
- Parieu, Félix Esquirou de (1815–1893), französischer Politiker und Ökonom

### Parig
- Parigger, Harald (* 1953), deutscher Historiker und Schriftsteller
- Parigi, Alfonso der Ältere (1538–1590), italienischer Architekt und Bühnenbildner
- Parigi, Alfonso der Jüngere (1606–1656), italienischer Architekt und Bühnenbildner
- Parigi, Giulio (1571–1635), italienischer Architekt, Mathematiker, Graveur und Bühnenbildner

### Parij
- Parijõgi, Jüri (1892–1941), estnischer Pädagoge und Jugendbuchautor
- Parijski, Juri Nikolajewitsch (1932–2021), russischer Astronom
- Parijski, Nikolai Nikolajewitsch (1900–1996), russischer Astronom, Geophysiker und Hochschullehrer
- Parijski, Nikolai Wassiljewitsch (1858–1923), russischer Chirurg und Orthopäde

### Parik
- Pařík, Arno (* 1948), tschechischer Kunsthistoriker und Sachbuchautor
- Parík, Ivan (1936–2005), slowakischer Komponist
- Pařík, Ivan (* 1945), tschechischer Dirigent
- Pařík, Karel (1857–1942), tschechischer Architekt
- Parikh, Devika (* 1966), US-amerikanische Schauspielerin
- Parikh, Rohit Jivanlal (* 1936), indisch-US-amerikanischer mathematischer Logiker

### Paril
- Parillaud, Anne (* 1960), französische FilmschauspielerinAnne Parillaud (* 1960)

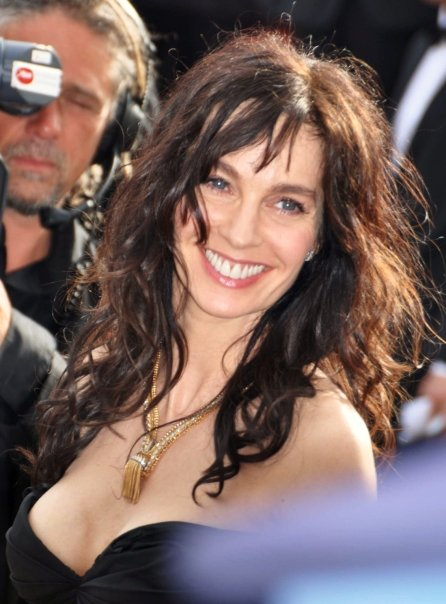
Anne Parillaud (* 1960)

- Parilo, Markus, kanadischer Schauspieler und Stuntman

### Parim
- Parimala, Raman (* 1948), indische Mathematikerin

### Parin
- Parin, Gino (1876–1944), österreichischer Maler und Zeichner
- Parin, Paul (1916–2009), Schweizer Psychoanalytiker, Ethnologe und Schriftsteller
- Parin, Wassili Wassiljewitsch (1903–1971), russischer Physiologe und Weltraummediziner
- Parin-Matthèy, Goldy (1911–1997), Schweizer Psychoanalytikerin und Anarchistin
- Parini, Dante (1890–1969), italienischer Bildhauer
- Parini, Giuseppe (1729–1799), italienischer Lyriker und Satiriker
- Parini, Jay (* 1948), US-amerikanischer Schriftsteller und Literaturkritiker
- Parini, Margherita (* 1972), italienische Snowboarderin
- Parinussa, Stefan (* 1974), deutscher Radrennfahrer
- Parinya Charoenphol (* 1981), thailändische Muay-Thai-Kämpferin
- Parinya Kaochukiat (* 2006), thailändischer Fußballspieler
- Parinya Nusong (* 2005), thailändischer Fußballspieler
- Parinya Pantama (* 1993), thailändischer Fußballspieler
- Parinya Saenkhammuen (* 1983), thailändischer Fußballspieler
- Parinya Utapao (* 1988), thailändischer Fußballspieler

### Pario
- Pariona Tarqui, Tania (* 1984), peruanische Menschenrechtsaktivistin, Frauenrechtlerin und Politikerin
- Pariona, Nider (* 2004), peruanischer Langstreckenläufer
- Parios, Giannis (* 1946), griechischer Sänger

### Parip
- Paripan Wongsa (* 2005), thailändischer Fußballspieler

### Paris
- Paris (* 1967), US-amerikanischer Rapper
- Pâris de Meyzieu, Jean-Baptiste (1718–1778), französischer Rechtsanwalt, Autor und Enzyklopädist
- París de Oddone, Blanca (1925–2008), uruguayische Historikerin und Hochschullehrerin
- París Gordillo, Gabriel (1910–2008), kolumbianischer Politiker und Militär
- Pâris, Alain (* 1947), französischer Dirigent und Musikwissenschaftler
- Paris, Andrew (* 1964), US-amerikanischer Schauspieler
- Paris, Antonius († 1669), lothringischer Glockengießer
- Paris, Auguste (1826–1896), französischer Politiker der Dritten Republik sowie Anwalt und Autor mehrerer historischer Werke
- Paris, Bob (* 1959), US-amerikanischer Bodybuilder und Autor
- Paris, Bryan (* 1985), US-amerikanischer Pokerspieler
- París, Carmen (* 1966), spanische Fusionmusikerin (Gesang, Piano, Komposition)
- Paris, Charles (1911–1994), US-amerikanischer Comiczeichner
- Paris, Cheryl (* 1959), US-amerikanische Schauspielerin und Model
- Paris, Claude (1808–1866), französischer Komponist
- Paris, Daniele (1921–1989), italienischer Dirigent und Komponist
- Paris, Dominik (* 1989), italienischer SkirennläuferDominik Paris (* 1989)

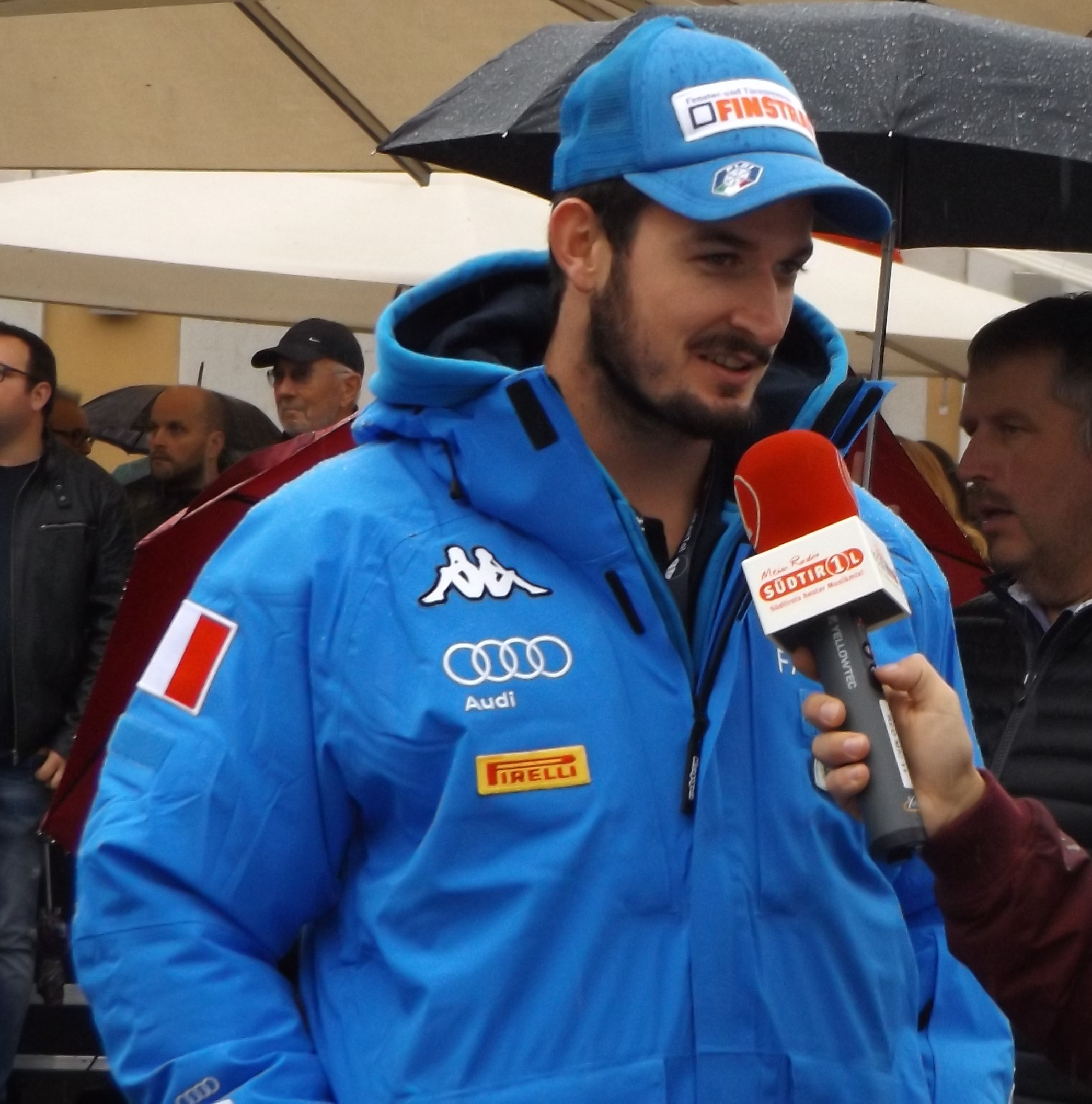
Dominik Paris (* 1989)

- Paris, Drew (* 1988), kanadischer Eishockeyspieler
- Paris, Erna (1938–2022), kanadische Sachbuchautorin
- Paris, Federico (* 1969), italienischer Radrennfahrer
- Paris, Frieda (* 1986), deutsche Lyrikerin und Hörspielautorin
- Paris, Friedrich August (1811–1893), preußischer Generalmajor
- Paris, Gaston (1839–1903), französischer Philologe
- Paris, Gaston (1903–1964), französischer Fotograf
- Paris, Giuseppe (1895–1968), italienischer Turner
- Paris, Harri (1891–1941), estnischer Schauspieler
- Paris, Heidi (1950–2002), deutsche Verlegerin, Schriftstellerin und Künstlerin
- Paris, Helga (1938–2024), deutsche Fotografin
- Paris, Jackie (1926–2004), US-amerikanischer Jazzsänger und -gitarrist
- Paris, Jacques Camille (1902–1953), französischer Diplomat und erster Generalsekretär des Europarates
- Paris, Jacques-Émile (* 1905), französischer Botschafter
- Paris, Jasmin (* 1983), britische Trail- und Ultraläuferin
- Paris, Jeff (* 1944), britischer Mathematiker
- Paris, Jerry (1925–1986), US-amerikanischer Regisseur und Schauspieler
- Paris, Johann Benedikt von (1781–1838), Kaufmann, Kämmerer des Königreiches Bayern, Major der Landwehr und bedeutender Sammler
- Paris, Johann Christoph Sigmund von (1745–1804), Patrizier, Kaufmann, Gutsbesitzer und Assessor am Stadtgericht Augsburg
- Paris, Joseph François (1784–1871), französischer Maler
- Paris, Joshua (* 1996), britischer Tennisspieler
- Paris, Julien († 1672), französischer Zisterzienser, Abt, Ordenshistoriker und Herausgeber
- Paris, Justus (1885–1942), deutscher Schauspieler
- Paris, Leandro (* 1995), argentinischer Sprinter
- Paris, Louis (1888–1958), französischer Autorennfahrer
- Paris, Louis Philippe Albert d’Orléans, comte de (1838–1894), französischer ThronprätendentLouis Philippe Albert d’Orléans, comte de Paris (1838–1894)

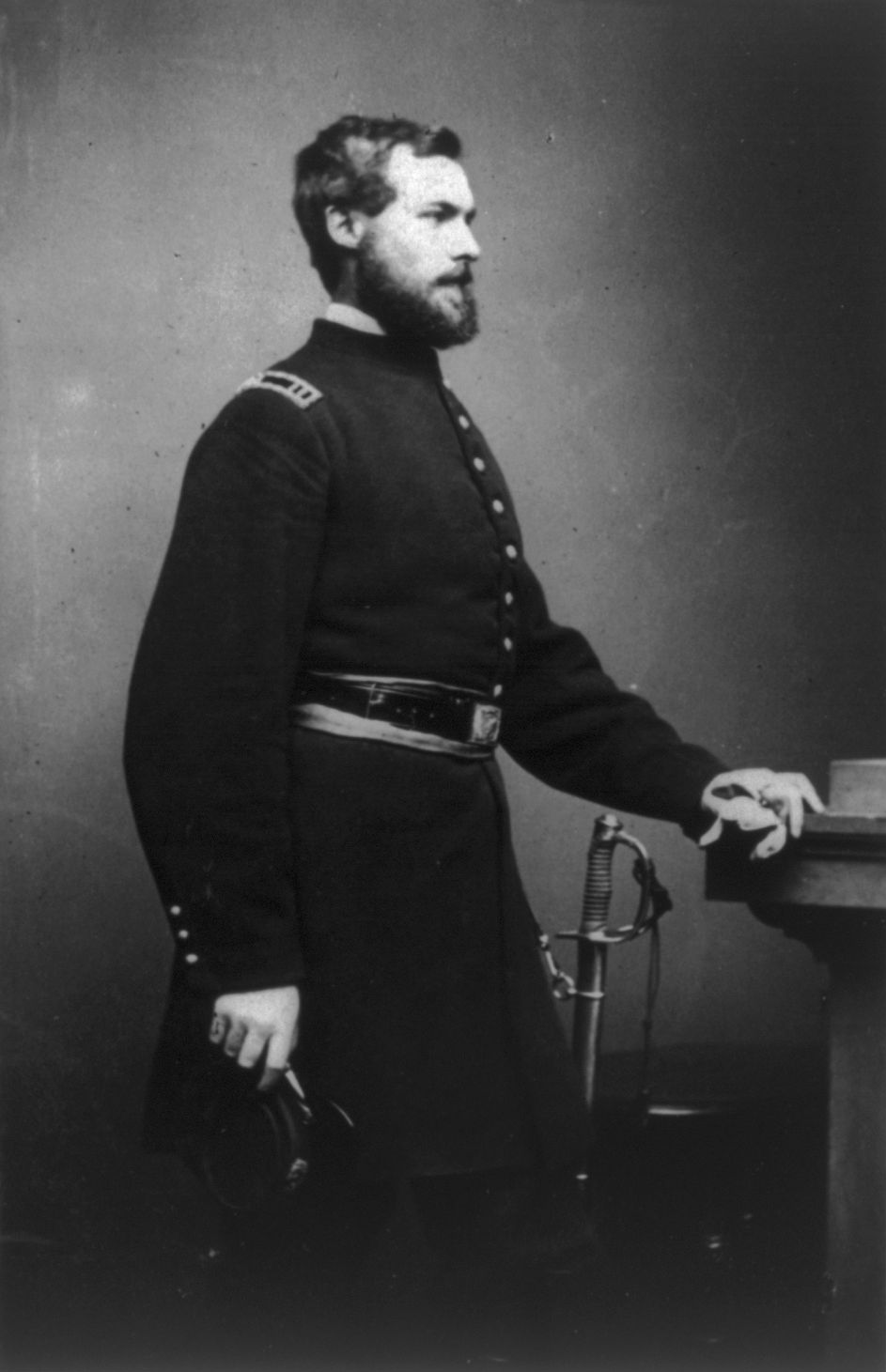
Louis Philippe Albert d’Orléans, comte de Paris (1838–1894)

- Paris, Lucius Domitius († 67), römischer Schauspieler zur Zeit Neros
- Paris, Ludolf Adolf Emil (1821–1888), deutscher Reichsgerichtsrat
- Paris, Manfred (1941–2013), deutscher Politiker (CDU), MdA
- Paris, Marie-Louise (1889–1969), französische Ingenieurin
- Paris, Massimo (* 1953), italienischer Violinist, Komponist, Dirigent und Musikpädagoge
- Paris, Mica (* 1969), britische Soul- und R&B-Sängerin
- Paris, Michael (* 1955), deutscher Politiker (SPD), MdL
- Paris, Paul (1875–1938), französischer Zoologe und Botaniker
- Paris, Paulin (1800–1881), französischer Romanist und Mediävist
- Paris, Pierre (1859–1931), französischer Archäologe und Hispanist
- Pâris, Pierre-Adrien (1745–1819), französischer Maler und Architekt
- Paris, Priscilla (1941–2004), US-amerikanische Sängerin
- Paris, Rainer (* 1948), deutscher Soziologe
- Paris, Richard (1941–2017), australischer Radrennfahrer
- Paris, Richard Bruce (1946–2022), schottischer Mathematiker
- Paris, Roland (1894–1945), deutscher Bildhauer des Art déco
- Paris, Ronald (1933–2021), deutscher Maler und Hochschullehrer
- Paris, Ryan (* 1953), italienischer Popsänger und Produzent
- Paris, Sven (* 1980), italienischer Boxer
- Paris, Therese (1868–1942), deutsche Kinder- und Jugendbuchautorin und Essayistin
- Paris, Tito (* 1963), kap-verdischer Sänger und Musiker
- Paris, Tom (* 2002), französischer Tennisspieler
- Paris, Twila (* 1958), US-amerikanische christliche Sängerin, Liedermacherin und Autorin
- Paris, Victoria († 2021), US-amerikanische Pornodarstellerin
- Paris, Zazie de, transsexuelle französische Schauspielerin und SängerinZazie de Paris

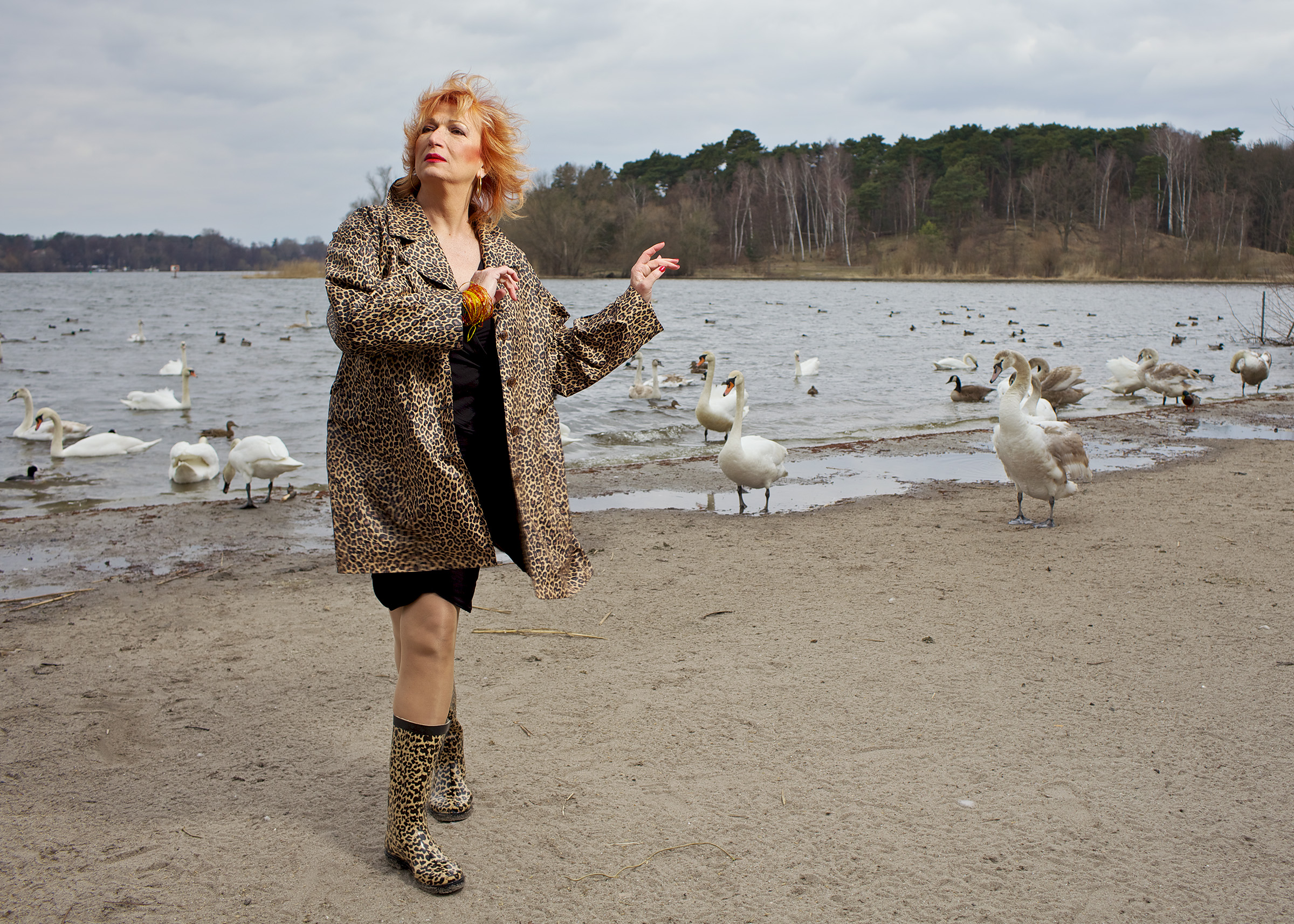
Zazie de Paris

- Paris-Clavel, Gérard (* 1943), französischer Grafiker
- Paris-Maler, etruskischer Vasenmaler
- Parisani, Ascanio († 1549), Kardinal der katholischen Kirche
- Parisch, Guido (1885–1968), italienischer Filmregisseur, Drehbuchautor und Schauspieler
- Parise Loro, Julio (1920–2010), italienischer römisch-katholischer Ordensgeistlicher und Bischof, Apostolischer Vikar von Napo
- Parise, Elio (* 1948), italienischer Radrennfahrer
- Parise, Goffredo (1929–1986), italienischer Schriftsteller, Drehbuchautor und Journalist
- Parisé, Jean-Paul (1941–2015), kanadischer Eishockeyspieler und -trainer
- Parise, Jordan (* 1982), US-amerikanischer Eishockeytorwart
- Parise, Ludwig (1912–1991), österreichischer Politiker (SPÖ), Landtagsabgeordneter im Burgenland
- Parise, Ronald A. (1951–2008), US-amerikanischer Astronaut
- Parise, Zach (* 1984), US-amerikanischer Eishockeyspieler
- Pariser, Anton (1890–1965), österreichischer Volksbildner und Übersetzer
- Pariser, Eli (* 1980), US-amerikanischer Journalist und Schriftsteller
- Pariser, Käte (1893–1953), Zoologin und Chemikerin
- Pariser, Rudolph (1923–2021), US-amerikanischer Chemiker
- Pariset, Bernard (1929–2004), französischer Judoka
- Pariset, Étienne (1770–1847), französischer Arzt
- Parish Alvars, Elias (1808–1849), englischer Harfenist und Komponist
- Parish von Senftenberg, John (1774–1858), deutscher Kaufmann und Astronom
- Parish von Senftenberg, Oskar (1864–1925), österreichisch-ungarischer Adeliger, Großgrundbesitzer und Politiker
- Parish, Amy, Anthropologin und Primatologin
- Parish, Edmund von (1861–1916), deutscher Offizier, Mäzen und Privatgelehrter
- Parish, Hermine von (1907–1998), deutsche Textilkünstlerin, Kunsthistorikerin, Kunstlehrerin und Kunstsammlerin
- Parish, Ian (* 1998), US-amerikanischer Volleyballspieler
- Parish, John (1742–1829), Hamburger Unternehmer
- Parish, John (* 1959), britischer Musiker, Komponist, Multiinstrumentalist und Musikproduzent
- Parish, Mitchell (1900–1993), amerikanischer Komponist und Textdichter
- Parish, Neil (* 1956), britischer Politiker (Conservative Party), MdEP
- Parish, Robert (* 1953), US-amerikanischer BasketballspielerRobert Parish (* 1953)

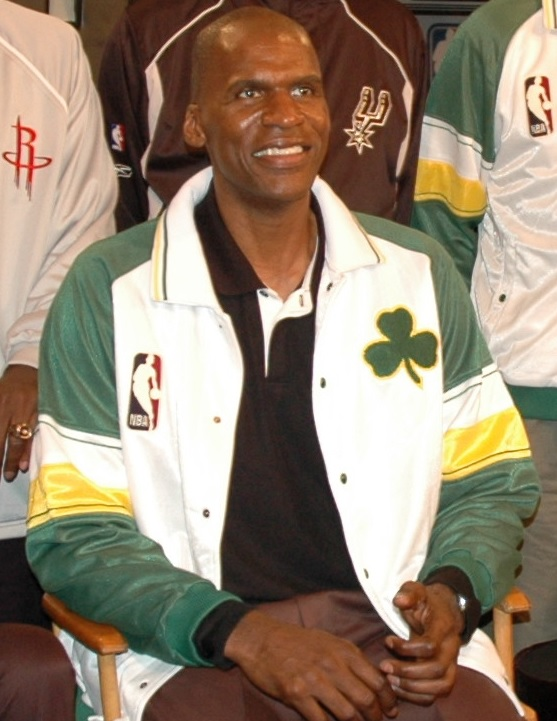
Robert Parish (* 1953)

- Parish, Sarah (* 1968), britische Schauspielerin
- Parisi, Alessandro (* 1977), italienischer Fußballspieler
- Parisi, Alice (* 1990), italienische Fußballspielerin
- Parisi, Angelo (* 1953), britisch-französischer Judoka
- Parisi, Arturo (* 1940), italienischer Politiker (Partito Democratico), Mitglied der Camera dei deputati
- Parisi, Bruno (1884–1957), italienischer Zoologe und Museumsdirektor
- Parisi, Chiara (* 1970), französisch-italienische Kunsthistorikerin
- Parisi, Fabiano (* 2000), italienischer Fußballspieler
- Parisi, Franca (* 1933), italienische Schauspielerin
- Parisi, Franco (* 1967), chilenischer Ökonom
- Parisi, Franco (* 1983), australischer Fußballspieler
- Parisi, Giorgio (* 1948), italienischer Physiker und HochschullehrerGiorgio Parisi (* 1948)

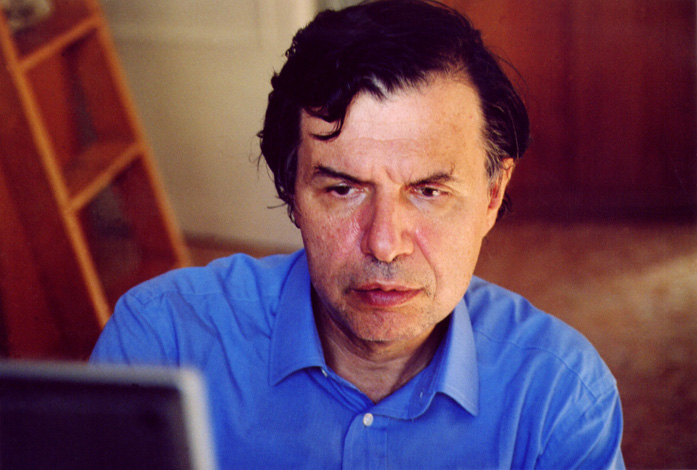
Giorgio Parisi (* 1948)

- Parisi, Giovanni (1967–2009), italienischer Boxer
- Parisi, Hugo (* 1984), brasilianischer Wasserspringer
- Parisi, Ico (1916–1996), italienischer Architekt und Designer
- Parisi, Luigi (* 1969), italienischer Film- und Fernsehregisseur
- Parisi, Paolo (* 1965), italienischer Künstler und Professor für Kunst
- Parisi, Serafino (* 1962), italienischer Geistlicher, römisch-katholischer Bischof von Lamezia Terme
- Parisien, Anne-Lise (* 1972), US-amerikanische Skirennläufer
- Parisien, Émile (* 1982), französischer Jazzmusiker (Sopransaxophon, Komposition)
- Parisien, François (* 1982), kanadischer Radrennfahrer
- Parisien, Julie (* 1971), US-amerikanische Skirennläuferin
- Parisien, Rob (* 1970), US-amerikanischer Skirennläufer
- Parisini, Violetta (* 1980), österreichische Singer-Songwriterin
- Parisio, Gaetano (* 1973), italienischer Produzent in der elektronischen Musikszene
- Parisio, Pietropaolo (1473–1545), italienischer Kardinal und Jurist
- Parisius, Arthur (1911–1963), niederländischer Tenorsaxophonist surinamischen Ursprungs
- Parisius, Bernhard (1950–2023), deutscher Historiker und Archivar
- Parisius, Ludolf (1827–1900), deutscher Jurist, Publizist, altmärkischer Heimatforscher und Politiker (DFP), MdR
- Parisius, Ludolf (1852–1940), deutscher evangelischer Pastor, Dichter und Zeichner, Erfinder der Ansichtskarte
- Parisius, Theodor (1859–1892), deutscher Verwaltungsbeamter
- Parisius, Theodor (1896–1985), deutscher Verwaltungsjurist sowie preußischer Landrat
- Parisot, Aldo (1918–2018), US-amerikanischer Cellist und Musikpädagoge
- Parisot, Claude (1704–1784), französischer Orgelbauer
- Parisot, Dean (* 1952), US-amerikanischer Drehbuchautor, Regisseur und Filmproduzent
- Parisot, Hélène (* 1992), französische Sprinterin
- Parisot, Léon (1890–1971), französischer Bahnradsportler
- Parisot, Louis (1885–1960), beninischer Ordensgeistlicher, römisch-katholischer Bischof von Cotonou
- Parisot, Pierre (1703–1769), französischer Missionar, Priester des Kapuzinerordens
- Parisotto, Robin, australischer Sportmediziner
- Parisse, Annie (* 1975), US-amerikanische SchauspielerinAnnie Parisse (* 1975)

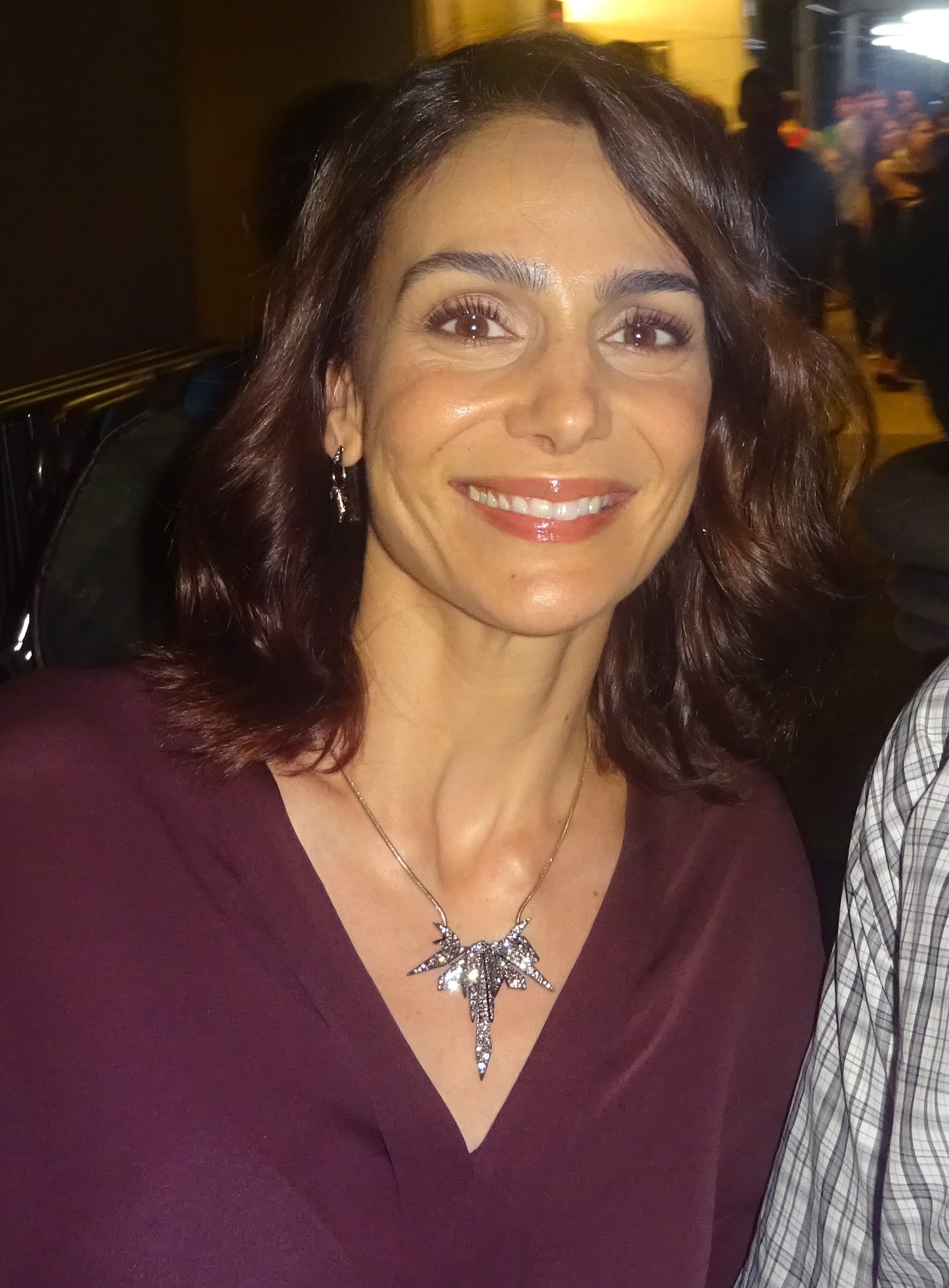
Annie Parisse (* 1975)

- Parisse, Clément (* 1993), französischer Skilangläufer
- Parisse, Michel (1936–2020), französischer Historiker
- Parisse, Sergio (* 1983), italienischer Rugbyspieler
- Parisse, Valentina (* 1989), italienische Popsängerin
- Parisy, Andréa (1935–2014), französische Schauspielerin

### Parit
- Paritius, Christian Friedrich (1775–1849), deutscher Kommunalpolitiker und Historiker
- Parits, Thomas (* 1946), österreichischer Fußballspieler, -trainer und -funktionärThomas Parits (* 1946)

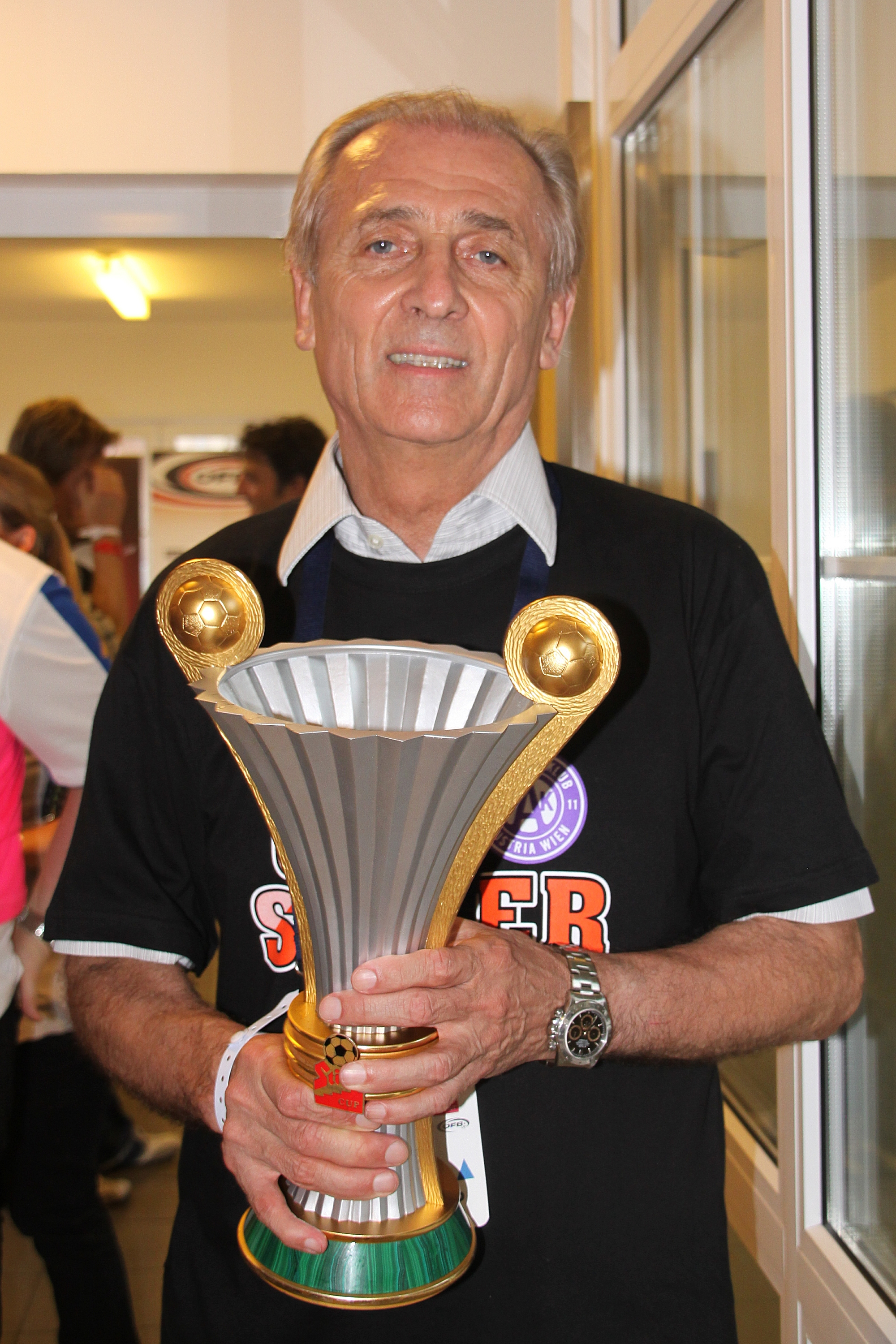
Thomas Parits (* 1946)

- Paritz, Wiebke (1938–2017), deutsche Schauspielerin
- Paritzky, Josef Jitzchak (1955–2021), israelischer Politiker, Minister und Knesset-Abgeordneter

### Pariv
- Parival, Jean Nicolas de (1605–1669), französischer Schriftsteller

### Pariz
- Parizeau, Jacques (1930–2015), kanadischer Politiker und Wirtschaftswissenschaftler
- Parizeau, Michel (* 1948), kanadischer Eishockeyspieler und -trainer
- Parizek, Alexius Vincenz (1748–1822), tschechischer katholischer Geistlicher und Dominikaner, Pädagoge, Schriftsteller, Musiker und Zeichner
- Pařízek, Dušan David (* 1971), tschechischer Theaterregisseur, -gründer und -leiter
- Pařízek, Ladislav Mikeš (1907–1988), tschechoslowakischer Schriftsteller und Journalist
- Pařízek, Oldřich (* 1972), tschechischer Fußballspieler
- Parizon, Patrick (* 1950), französischer Fußballtrainer